# Jurij Pavlovics Kazakov
Jurij Pavlovics Kazakov (oroszul: Ю́рий Па́влович Казако́в), (Moszkva, 1927. augusztus 8. – Moszkva, 1982. november 29.) szovjet-orosz író, novellista.

## Munkássága
1952-ben jelentek meg első írásai. 1958-ban elvégezte a Gorkij Irodalmi Főiskolát. 1959-ben érte el első jelentősebb sikerét novelláival, ezek magyarul 1961-ben jelentek meg Égszínkék történet címmel Radványi Ervin fordításában. Hamarosan a kor egyik legnagyobb orosz író-tehetségének, Csehov, Turgenyev, Bunyin, Prisvin, Pausztovszkij munkássága folytatójának tekintették.
Jellegzetes írásai a természet mélységeit megragadó karcolatok, „vadász-elbeszélések", valamint szimbolikus szépségű „állat-elbeszélései" (Teddy, Arkturusz, A vadászkutya).  
Számos alkotása jelent meg magyarul is antológiákban, gyűjteményes kötetekben, irodalmi folyóiratokban.